# Bukka
Bukka (ಬುಕ್ಕ್) (1356–1377 CE) (cunoscut și ca Bukka Raya I) a fost un împărat al imperiului Vijayanagara din Dinastia Sangama.
Fratele său era Hakka (cunoscut și ca Harihara I). A murit în 1380 și a fost urmat la tron de Harihara al II-lea.